# Tursiops australis
A Tursiops australis az emlősök (Mammalia) osztályának párosujjú patások (Artiodactyla) rendjébe, ezen belül a delfinfélék (Delphinidae) családjába tartozó faj.

## Rendszertani helyzete
Korábban, azaz 2011-ig úgy vélték, hogy ez a delfin valamelyik elfogadott Tursiops-fajnak az egyik állománya. Habár voltak egy megkülönböztető jelei, ezek nem voltak elegek az önálló faji szintre emeléshez. Egy további kutatás következtében melyben koponya, alaktani és DNS-vizsgálatokat hajtottak végre, rájöttek, hogy egy különálló delfinfajról van szó. A felfedezést 2011. január 27-én írták meg és 2011. szeptember 14-én adták ki. A Tursiops australis-t a Monash Egyetemnek dolgozó Kate Charlton-Robb és társai írták le, illetve nevezték meg.

## Képek

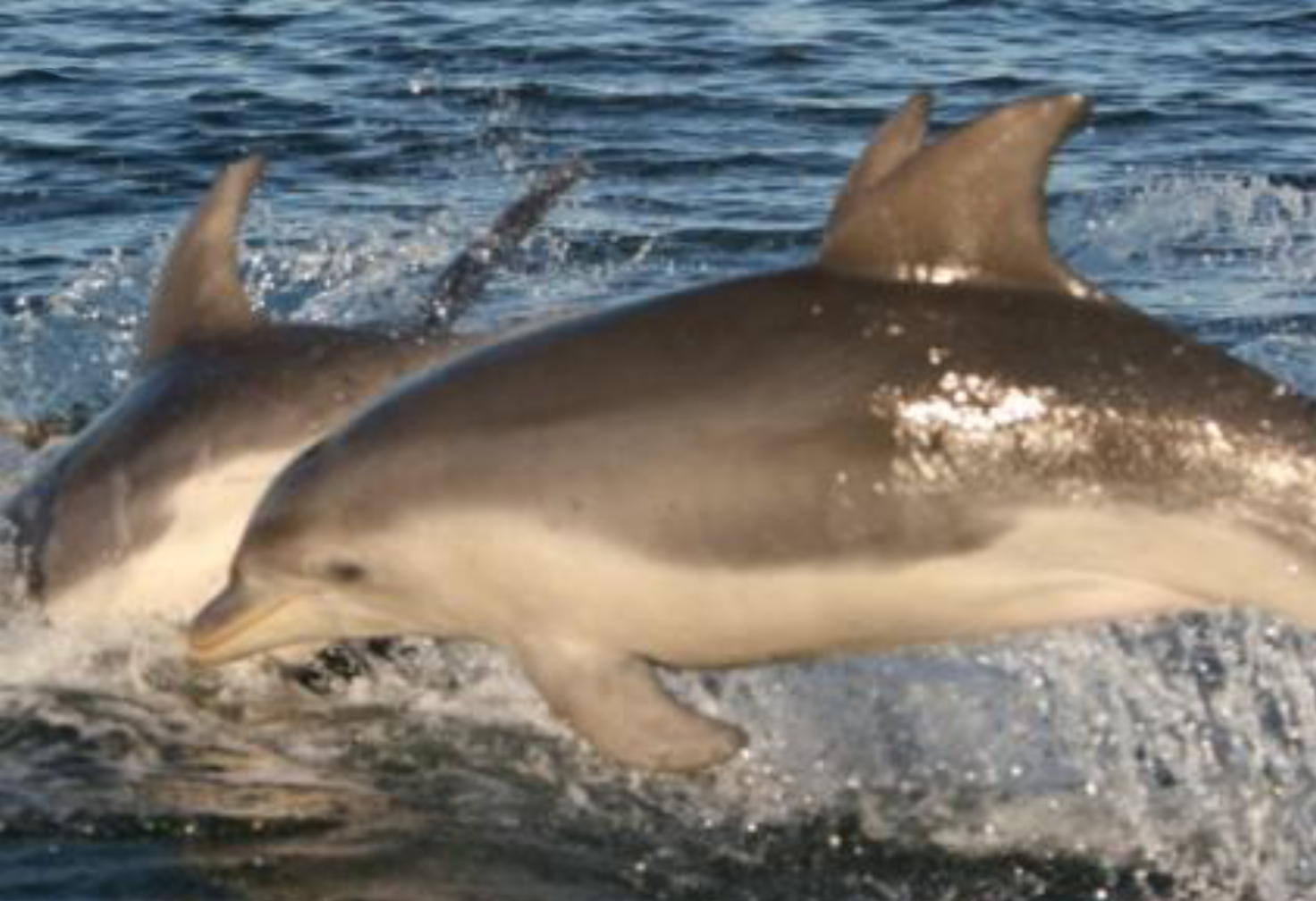
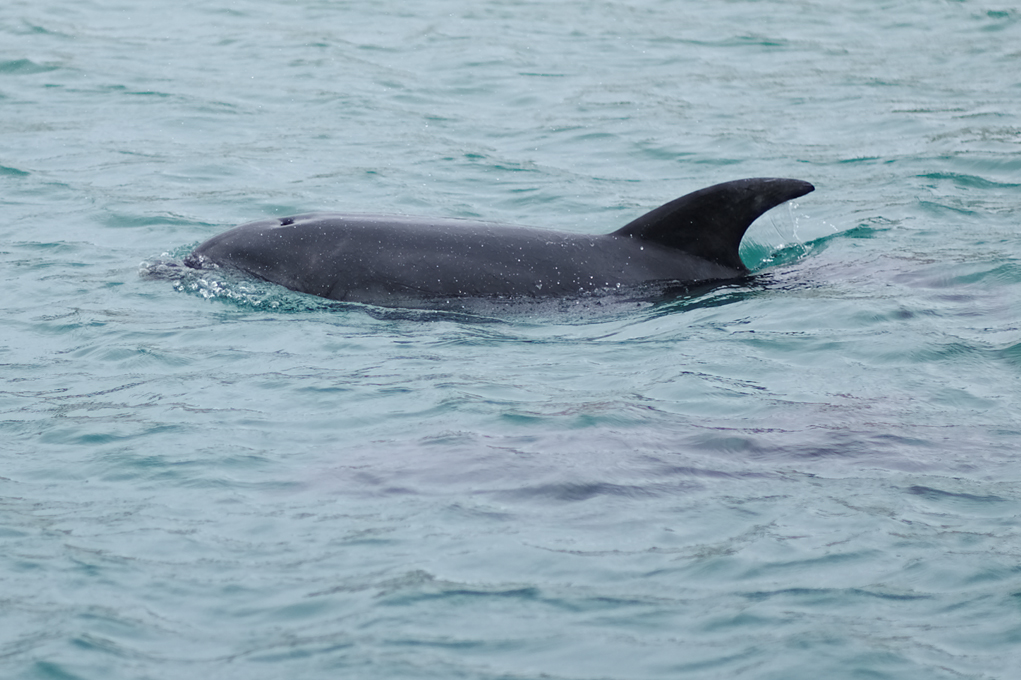
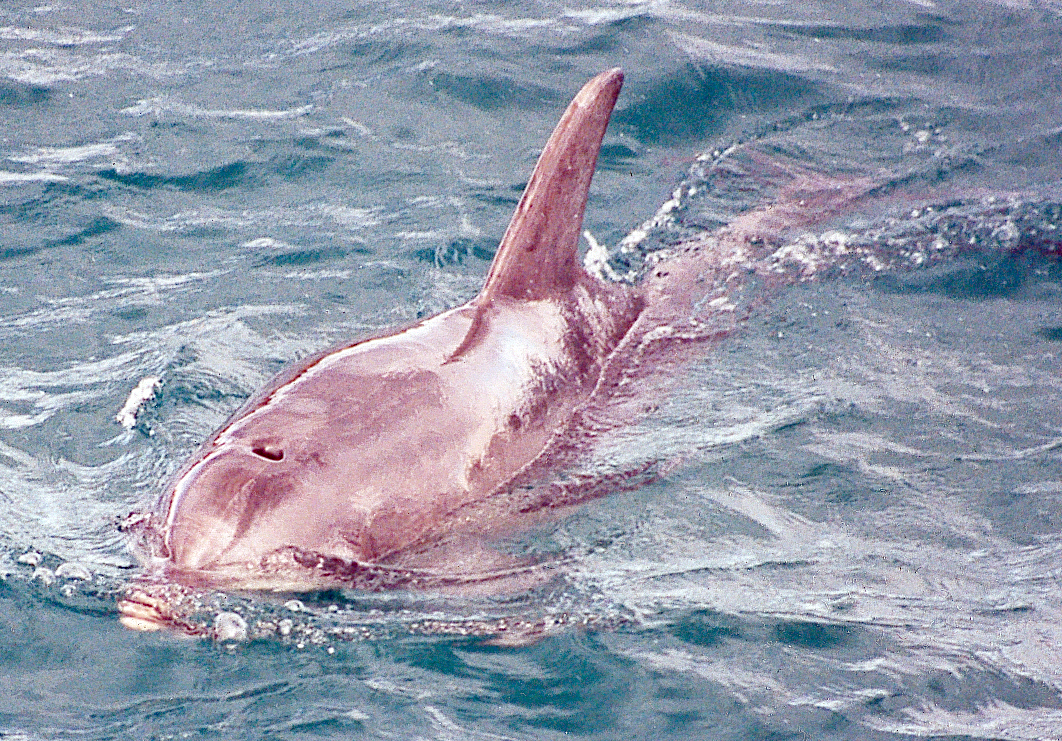
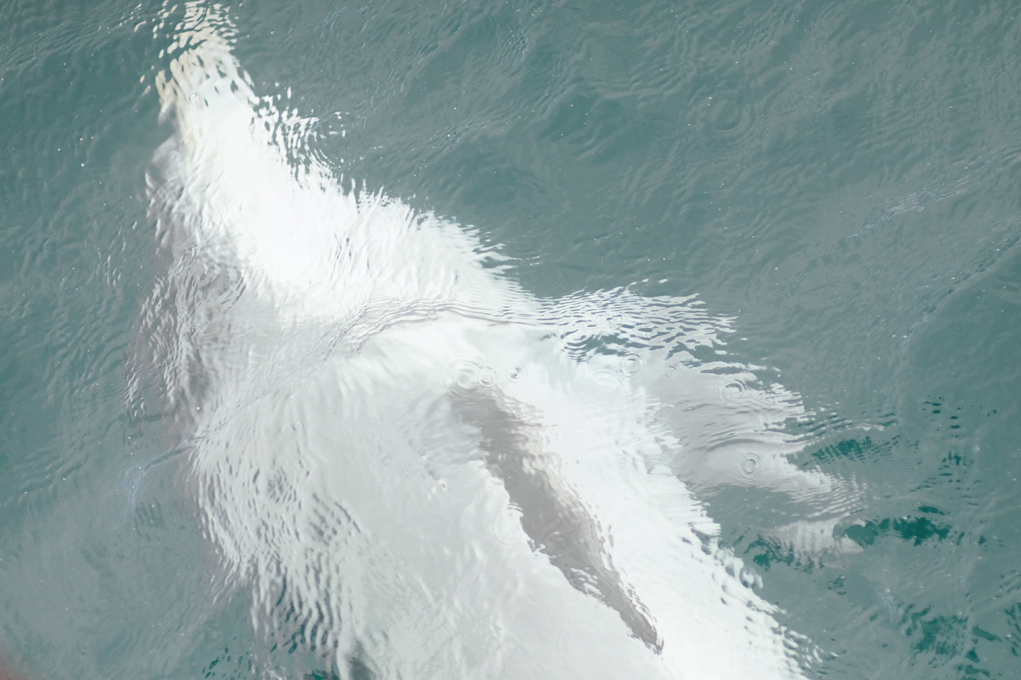

## Előfordulása
Ez a nemrég felfedezett delfin igen ritka. Csak két victoriai tengeri területen fordul elő; az egyik a Port Phillip 100 példánnyal és a másik Gippsland Lakes 50 egyeddel.

## Megjelenése
Mérete szerint a két másik Tursiops közé tehető; az átlagos 227-278 centiméteres hosszával kisebb a palackorrú delfinnél (Tursiops truncatus), de nagyobb az indiai-óceáni palackorrú delfinnél (Tursiops aduncus). A háti része - a „csőr” felaő részét is beleértve - sötét kékesszürke. Az oldalai világosszürkék. A hasi része, a nyaka oldalai, valamint a szemek feletti részek fehérek.

## Fordítás
- Ez a szócikk részben vagy egészben  a   Burrunan dolphin című angol Wikipédia-szócikk ezen változatának fordításán alapul.  Az eredeti cikk szerkesztőit annak laptörténete sorolja fel. Ez a jelzés csupán a megfogalmazás eredetét és a szerzői jogokat jelzi, nem szolgál a cikkben szereplő információk forrásmegjelöléseként.